# Дионисий (Пантелич)
Архимандрит Дионисий (серб. Архимандрит Дионисије, в миру Драган Пантелич, серб. Драган Пантелић; 16 октября 1932, Риджевштица, Трстеник — 3 июня 2023, Монастырь Липовац, Lipovac, Aleksinac) — священнослужитель Сербской православной церкви, игумен монастыря Липовац (1974—2005), схиархимандрит.

## Биография
Родился 16 октября 1932 года в Риджевштице близ Трстеника и поступил в монастырь когда ему было менее 14 лет. 16 октября 1949 года был пострижен в монашество в монастыре Святого Димитрия в Дивляне.
28 августа 1950 года в день празднования Успения Пресвятой Богородицы был хиротонисан во иеродиакона, а 5 ноября 1950 года в городе Ниш — во иеромонаха. В 1951 году был переведён в монастырь Наупара недалеко от Крушеваца в качестве служителя прихода Ломница и священника в Наупаре, где он провел короткое время. В Дивлянском монастыре он оставался до своей военной службы в 1954 году и ещё некоторое время после неё.
Позже его перевели в монастырь Височка Ржана возле Пирота, где он оставался с 1958 по 1974 год. Отец Дионисий приехал в Монастырь Липовац недалеко от Алексинац по благословению епископа Нишского Иоанна (Илича) в 1974 году по собственному желанию быть ближе к своей родине. Он был игуменом монастыря Липовац в период с 1974 по 2005 год, когда его сменила настоятельница Мелания (Пантелич).
В 1978 году перед монастырём был построен фонтан, а в 1982 году вокруг монастыря была возведена каменная ограда. В 1996 году началось строительство нового конака, который был полностью завершён и освящён в 2005 году.
С 2005 года проживал в монастыре в качестве духовника.
Умер 3 июня 2023 года в возрасте 90 лет.